# It’s All in the Game
It’s All in the Game (dt. etwa „Das gehört alles zum Spiel dazu“) ist ein Lied von Charles Gates Dawes (Musik) und Carl Sigman (Text), das seit 1951 von verschiedenen Interpreten aufgenommen wurde und mehrfach in die Hitparaden kam. Den größten Erfolg hatte es in der 1958er Version von Tommy Edwards, die sowohl in den USA als auch in Großbritannien die Spitzenposition der Charts eroberte und von der mehr als 3,5 Millionen Singles verkauft wurden.
Der Song basierte auf einem von Charles Dawes 1911 komponierten Instrumentalstück namens „Melody in A Major“. Dawes wurde später Nobelpreisträger und in der zweiten Amtszeit von Calvin Coolidge Vizepräsident der USA. Es ist der einzige Nummer-eins-Hit, der von einem Politiker geschrieben wurde, der dieses Amt innehatte.

## Melody in A Major
Die Melodie wurde 1911 geschrieben und 1912 unter dem Titel „Melody in A Major“ („Melodie in A-dur“) veröffentlicht. Komponist war der damalige Chicagoer Bankpräsident und Amateurpianist und -flötist Charles Gates Dawes. Er schrieb die Melodie an einem Stück in seinem Wohnsitz in Evanston (Illinois). Nachdem er sie seinem Freund, dem Violinisten Francis MacMillan vorgespielt hatte, war dieser so beeindruckt, dass er die Notenblätter heimlich an einen Musikverlag gab. Dawes, der zu dieser Zeit bereits politisch tätig und durch eine Kandidatur für den Senat auch bekannt war, entdeckte zu seiner Überraschung wenig später ein gedrucktes Notenblatt mit seinem Porträt in einer Musikalienhandlung. Dazu bemerkte er zu der Zeit: „Ich weiß, dass ich nun zum Gespött meiner Freunde werde. Sie werden sagen, wenn alle Noten in meiner Bank so schlecht sind wie meine Musiknoten, dann sind sie das Papier nicht wert, auf dem sie geschrieben wurden.“
Das Stück, oft auch als „Dawes’s Melody“ bezeichnet, folgte ihm in die Politik – und er hasste es später, dass es überall gespielt wurde, wo er auftauchte. Die Melodie wurde auch vom Violinisten Fritz Kreisler verbreitet, es war über Jahre die Schlussnummer seiner Konzerte; in den 1940er Jahren ging das Stück auch ins Repertoire diverser Swing-Big Bands ein, unter anderem bei Tommy Dorsey.

## It’s All in the Game
Im Sommer 1951, wenige Wochen nach dem Tode von Charles Dawes, hatte der Songwriter Carl Sigman die Idee für ein Lied, und Dawes’ „Melody in A Major“ erschien ihm passend für seinen sentimentalen Text (der begann „Many a tear has to fall, but It’s all in the game…“, deutsch: „Manche Träne muss fließen, aber das gehört alles zum Spiel dazu…“). Der Song wurde wenig später in Aufnahmen von Dinah Shore, Sammy Kaye, Carmen Cavallaro und Tommy Edwards veröffentlicht. Die Version von Edwards war die erfolgreichste und erreichte Platz 18 in den US-Popcharts.
Der weite Tonumfang der klassischen Melodie wäre „schwierig zu singen“ gewesen, daher musste sie neu arrangiert werden. Ein bekanntes Jazz-Arrangement nahm Louis Armstrong als Sänger mit Arrangeur Gordon Jenkins auf; Jenkins produzierte in ähnlicher Manier 1956 auch eine Version mit Nat King Cole.
1958 war MGM kurz davor, Tommy Edwards’ Vertrag auslaufen zu lassen. Doch kurz zuvor war die Stereo-Aufnahme erfunden worden, und da Edwards noch eine letzte Schallplatte aufnehmen sollte, entschied man sich bei MGM, diese als Demonstration der neuen Technik zu nutzen. Edwards spielte bei diesen Aufnahmen unter anderem seinen alten Hit „It’s All in the Game“ in neuem Arrangement, angelehnt an den aktuellen Rock-and-Roll-Sound, auf. Den Verantwortlichen bei MGM gefiel das Ergebnis so gut, dass sie den Song im August 1958 als Single veröffentlichten. Er kam in die Top 100, und am 14. September sang Edwards ihn im Fernsehen in der Ed Sullivan Show. 15 Tage später stieg „It’s All in the Game“ auf die Spitzenposition der Billboard-Charts und ließ sich sechs Wochen lang nicht verdrängen. Im November kam der Song dann auch in Großbritannien auf Platz eins. Auch in den R&B-Charts erreichte der Titel den ersten Platz, den er drei Wochen lang belegte.

## Aufnahmen vonIt’s All in the Game
Das Lied ist von vielen unterschiedlichen Künstlern mehr oder weniger erfolgreich interpretiert worden. Bekannte Versionen gibt es von:
- Tommy Edwards, in zwei Versionen als Single: 1951 Platz 18 in den USA, 1958 Charttopper in den USA, Großbritannien und Australien
- Nat King Cole, 1957 bei Warner Brothers Music auf der LP The Nat King Cole Collection EMI Music South Africa 1988
- Andy Williams, auf seiner LP „Lonely Street“, 1959
- Robert Goulet, auf seiner LP „Always You“, 1961
- Cliff Richard, als Single, 1963 Platz 2 in Großbritannien, 1964 Platz 25 in den USA
- The Lettermen, auf ihrer LP „She Cried“
- Jackie DeShannon, auf ihrer LP „What the World Needs Now Is Love“, 1968
- Four Tops, als Single, 1970 Platz 5 in Großbritannien und Platz 24 in den USA
- Van Morrison, auf seiner LP „Into the Music“ und als Single-B-Seite von „Cleaning Windows“, 1979
- Elton John, auf seinem Album „Cotton Fields“ (oder „Legendary Covers as Sung by Elton John“)
- Keith Jarrett, auf seinem Album „The Out-of-Towners“, 2004
- Barry Manilow, auf seinem Album „The Greatest Songs of the Fifties“, 2006